# Jaroslav Orel
Jaroslav Orel (* 21. prosince 1951 Praha) je český politik KDU-ČSL, po sametové revoluci československý poslanec Sněmovny lidu Federálního shromáždění, v 90. letech poslanec Poslanecké sněmovny.

## Biografie
Je ženatý, má pět dětí, jeho manželkou je MUDr. Blanka Orlová. Vystudoval Právnickou fakultu Univerzity Karlovy. Působil jako podnikový právník. V lednu 1990 vstoupil do Československé strany lidové. Byl členem jejího výboru, později místopředseda její pražské organizace.
Ve volbách roku 1992 byl zvolen za KDU-ČSL do Sněmovny lidu (volební obvod Praha). Ve Federálním shromáždění setrval do zániku Československa v prosinci 1992. Ve volbách v roce 1996 byl zvolen do Poslanecké sněmovny Parlamentu České republiky za KDU-ČSL. Poslanecký mandát si podržel až do předčasných voleb roku 1998. V obou dvou případech byl zvolen poslancem ve druhém skrutiniu, tedy na celostátní listině složené z nezvolených kandidátů, jejichž pořadí určovalo po volbách vedení jednotlivých stran dle svého uvážení a nezávisle na počtu získaných preferenčních hlasů.
Zastával funkci mluvčího KDU-ČSL a mluvčího poslaneckého klubu strany, dále byl poradcem předsedy KDU-ČSL Cyrila Svobody, ředitelem nadačního fondu a vrchním ředitelem sekce na ministerstvu. Profiloval se jako kritik tehdejšího předsedy Miroslava Kalouska. V roce 2010 se uvádí jako člen Městského výboru KDU-ČSL v Praze. V roce 2010 kandidoval na předsedu KDU-ČSL, ale získal jen 20 hlasů z 425 hlasujících (předsedou strany se stal Pavel Bělobrádek).